# Charlotte Lembachová
Charlotte Lembachová (* 1. dubna 1988 Štrasburk, Francie) je francouzská sportovní šermířka, která se specializuje na šerm šavlí. Francii reprezentuje od druhého desetiletí jednadvacátého století. Na olympijských hrách startovala v roce 2016 v soutěži jednotlivkyň a družstev. V roce 2015 obsadila druhé místo na mistrovství Evropy v soutěži jednotlivkyň. S francouzským družstvem šavlistek vybojovala v roce 2014 druhé místo na mistrovství světa a v roce 2014, 2015, 2016 druhé místo na mistrovství Evropy.